# آرای‌اف من‌وید هیل
آرای‌اف من‌وید هیل (به انگلیسی: RAF Menwith Hill) نام پایگاهی از پایگاه‌های هوایی نیروی هوایی سلطنتی بریتانیا است که مسئولیت جمع‌آوری اطلاعات مخابراتی یا ارتباطی (به انگلیسی: Communications) و عملیات جاسوسی برای کشورهای انگلستان و ایالات متحده آمریکا را دارد.
محل این پایگاه از تجهیزات ماهواره‌ای زمینی و شنود ارتباطات مخابراتی و سامانه دفاع موشکی (سامانه‌ای برای محافظت از پایگاه) که پوشیده شده که باعث شده این پایگاه به بزرگترین پایگاه مخابراتی و نظامی جهان تبدیل شود.
آرای‌اف من‌وید هیل بخشی از سامانه جاسوسی اشلون است.